# ميليسا هاني
ميليسا هاني (بالإنجليزية: Melissa Haney)‏ وهي طيارة من كيبك، كندا. تعمل لصالح شركة لنيوت للطيران. تعتبر ميليسا أول أنثى تصل إلى رتبة قائد. في عام 2017 ، أصدرت شركة كندا99 طابعًا بريدًا بمناسبة إنجازاتها.

## حياتها المُبكرة
ولدت ميليسا هاني في عام 1981. قضت سنواتها الأولى في مجتمع إنوكوجواك (كيبك) على خليج هدسون. أحبت ميليسا زيارة المطارات في طفولتها. كانت الطائرات وسيلة نقل عادية في المجتمع التي نشأت فيه ميليسا.
عندما كانت في الثامنة من عمرها، انتقلت ميليسا جنوبًا إلى البلدات الشرقية مع والدتها، التي كانت تعمل كمعلمة.
نشأت ميليسا في «إيسترن تاونشيبس» ، وأنهت عامًا جامعيًا في كلية جون أبوت في مونتريال. عندما كان عمرها 19 عاما، سمعت أن شركة لنيوت للطيران تبحث عن موظفين جدد. قررت ميليسا أن تقدم في الشركة وقتها.

## عملها
في عام 2001 ، بدأت ميليسا العمل مع لنيوت للطيران كمضيفة طيران. وسرعان ما قررت أنها تريد أن تقود الطائرة بنفسها. في عام 2003 ، أخذت ميليسا دروس الطيران في كورنوال (أونتاريو). وفي السنة التالية، أكملت دورات في المدرسة التمهيدية مع شركة لنيوت للطيران. كان أحد مراقبي ميليسا هو الطيار جوني ماي، أول طيار في نونافيك. في عام 2004 ، بدأت ميليسا في الطيران بطائرة دي هافيلاند كندا دي إتش سي 6 توين أوتر.
في صيف عام 2016 ، تمت ترقيتها إلى كابتن. عندما عادت إلى إنوكجواك في سبتمبر، تجمع عدد كبير من أفراد مجتمعها لمقابلتها في المطار.
في 15 أغسطس 2017 ، أصدرت كندا99 طابع بريد تذكاري بمناسبة إنجازاتها. وفي حديثها للصحفيين، قال رئيس شركة لنيوت للطيران إن ميليسا «كانت نموذجًا يحتذى به لجميع الأشخاص في نونافيك، سواء كانوا من النساء أو من الرجال».

## حياتها الشخصية
تزوجت ميليسا من الكابتن إير إنويت ولديها طفلان.